# Mothocya girellae
Mothocya girellae är en kräftdjursart som beskrevs av Bruce1986. Mothocya girellae ingår i släktet Mothocya och familjen Cymothoidae. Inga underarter finns listade i Catalogue of Life.